# ال سوبرانت (کالیفرنیا)
ال سوبرانت (به انگلیسی: El Sobrante) یک منطقهٔ مسکونی در ایالات متحده آمریکا است که در شهرستان کنترا کوستا، کالیفرنیا واقع شده‌است. ال سوبرانت ۷٫۱۶۲ کیلومتر مربع مساحت و ۱۲٬۶۶۹ نفر جمعیت دارد و ۵۷٫۰ متر بالاتر از سطح دریا واقع شده‌است.